# Scatopsciara tricuspidata
Scatopsciara tricuspidata är en tvåvingeart som först beskrevs av Johannes Winnertz 1867.  Scatopsciara tricuspidata ingår i släktet Scatopsciara och familjen sorgmyggor.
Artens utbredningsområde är Tyskland. Arten är reproducerande i Sverige. Inga underarter finns listade i Catalogue of Life.